# Marónia (Rhodope)
Pour l’article homonyme, voir Maronía (Lassithi).
Marónia, en grec moderne : Μαρώνεια,  est un village et un ancien dème du district régional de Rhodope, en Macédoine-Orientale-et-Thrace, Grèce. Depuis 2010, dans le cadre du programme Kallikratis, il est intégré au sein du dème de Marónia-Sápes.
Selon le recensement de 2021, la population de l'ancien dème devenu district municipal s'élève à 5 129 habitants, celle de la communauté municipale à 514 habitants tandis que celle du village compte 377 habitants.